# 大西玉
大西 玉（おおにし たま、1916年 - 1969年）は、日本の宗教家。ほんぶしんの創始者。

## 人物
奈良県に出生する。ほんみちの創始者大西愛治郎を父とする。大西愛治郎は、天理教教祖の中山みきが『泥海古記』で「ことしから30年たちたならなはたまひめもとのやしきへ」とあるので、中山みきが逝去した年から30年経った1916年に生まれてくる子は、中山みきの魂を受け継ぐ子であると確信し、その名を玉と命名した。中山みきの生まれ変わりとされた大西玉は「玉姫様」と呼ばれ、父と共にほんみち拡充の原動力となった。
大西玉は、1947年より教理解明の為、信者宅に篭り、教理の解明に打ち込む。そして、自らが受けた天啓を『天啓御教書』にまとめ、1958年に父・大西愛治郎の逝去後、自分が天啓者「みろく」であると自覚を持つ。1961年にほんみち内に大西玉の「天理みろく会」を発足させ、大西玉は『宇宙本体論』を発表する。1962年には天理みろく会はほんみちより独立。教団名を「ほんぶしん」と改めた。当初は本部を、大阪府高石市に置いていたものの、長野県塩尻市に移す。その後、岡山県岡山市に本部を移し、1969年に本部で心筋梗塞により死去した。